# Френкель, Павел (активист)

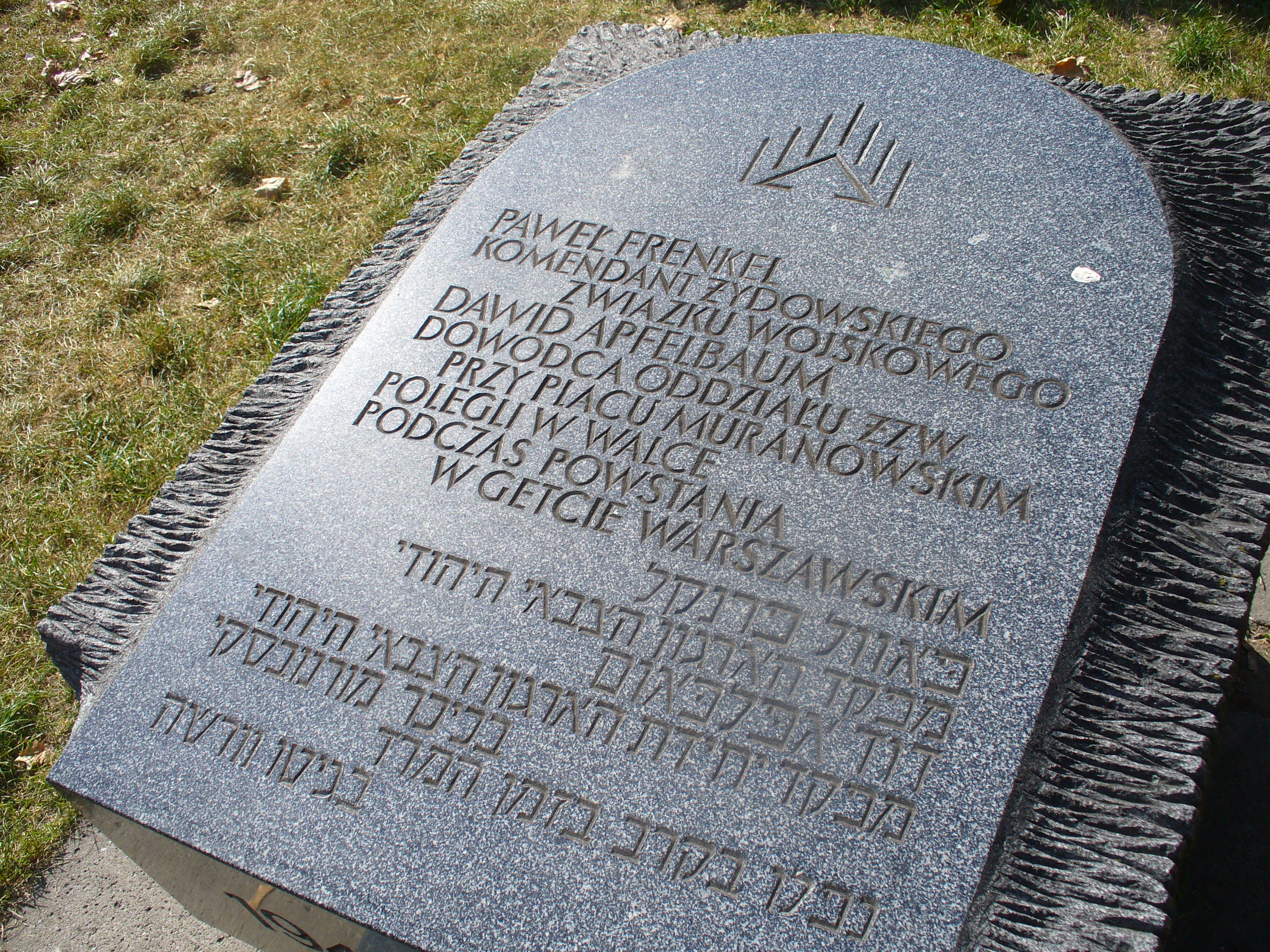
Надпись на памятном камне

Па́вел Фре́нкель (идиш פּאַװעל פֿרענקעל‎ , пол. Paweł Frenkel, 1920, Варшава, Польша — 19 июня 1943, Варшава, Польша) — польский еврейский активист, один из руководителей Еврейского воинского союза, отвечавший за Организационный департамент этой организации.

## Биография
Павел Френкель родился в 1920 году в Варшаве. В юношеском возрасте вступил в правую сионистскую организацию Бейтар. До начала II Мировой войны служил в Войске Польском. В ноябре 1939 года участвовал в организационном собрании по формированию Еврейского воинского союза. В гетто участвовал в подпольном издании сионистов-ревизионистов «Моген Довид» на идише.
Во время восстания в Варшавском гетто руководил обороной главного штаба Еврейского воинского союза на Мурановской площади, д.7.
19 апреля 1943 года около 16.00 немецкие войска вошли в Варшавское гетто. Прорвав оборону отряда Еврейской боевой организации на улице Генсей, немцы продвинулись до улицы Мурановской, где находился оборонный пункт Еврейского воинского союза, который состоял из Давида Апфельбаума, Павла Френкеля и Леона Родаля. Отряд Еврейского воинского союза несколько раз отбивал атаки. В 20.00 немцы прервали атаки и отступили.
Павел Френкель с частью отрядов оставался в гетто и продолжал бои до 2 мая 1943, когда они сумели пробраться за стену и спрятаться в доме по улице Гжыбовской. Но они были выданы немцам и погибли. В числе погибших на Гжыбовской был и Павел Френкель.

## Память
- В Варшаве на улице Заменгофа установлен памятный камень в честь Павла Френкеля и Давида Апфельбаума.
- 20 марта 2012 года по инициативе бывшего главы израильского министерства национальной обороны и Министерства иностранных дел Израиля Моше Аренса и в присутствии президента Варшавы Ханны Гронкевич-Вальц на доме 5а по улице Гжибовской была установлена мемориальная табличка в память о Павле Френкеле[8][6].
- Государственное почтовое управление Израиля выпустило марку, посвященную 70-летию восстания в Варшавском гетто. На ней впервые в истории израильской филателии изображён Павел Френкель. Марку подготовили к печати художники-дизайнеры Пини Хамо и Тувия Курц. Портрет Павла Френкеля был воссоздан по описанию, полученному его боевых товарищей — Исраэля Рыбака и Фели Финкельштейн-Шапчик[9].
- В 2023 году Павел Френкель посмертно награждён командорским крестом ордена Возрождения Польши[10].

## Источник
- «ŻYDOWSKI ZWIĄZEK WOJSKOWY». PWN encyclopedia. Warsaw: Państwowe Wydawnictwa Naukowe. 2005.